# Naxi írás
A délnyugat-kínai naxi nyelvet a geba szótagírással, illetve a képírásos dongba írással is írják, néha az egyértelműség kedvéért együtt használják a két írásrendszert, mivel a dongba szöveg csak a szerzője számára lehet érthető.
A 20. században latin ábécét fejlesztettek ki a naxi nyelv számára.
|  |  |

## Fordítás
Ez a szócikk részben vagy egészben  a   Naxi script című angol Wikipédia-szócikk ezen változatának fordításán alapul.  Az eredeti cikk szerkesztőit annak laptörténete sorolja fel. Ez a jelzés csupán a megfogalmazás eredetét és a szerzői jogokat jelzi, nem szolgál a cikkben szereplő információk forrásmegjelöléseként.